# 글리치 (음악)
글리치(glitch)는 전자 기기에서 글리치가 발생할 때 나는 기계음, CD 플레이어나 컴퓨터의 소음 등을 활용한 전자 음악 장르이다. 1990년에 본격적으로 시작되었으며, 에이펙스 트윈의 1992년 음반 《Selected Ambient Works 85-92》을 기점으로 알려지게 되었다. 1990년대 후반에는 힙합과 융합된 글리치 합이 등장하였다.

## 같이 보기
- 익스페리멘털 팝
- 생성 음악
- 노이즈 (음악)